# Palmschleuse

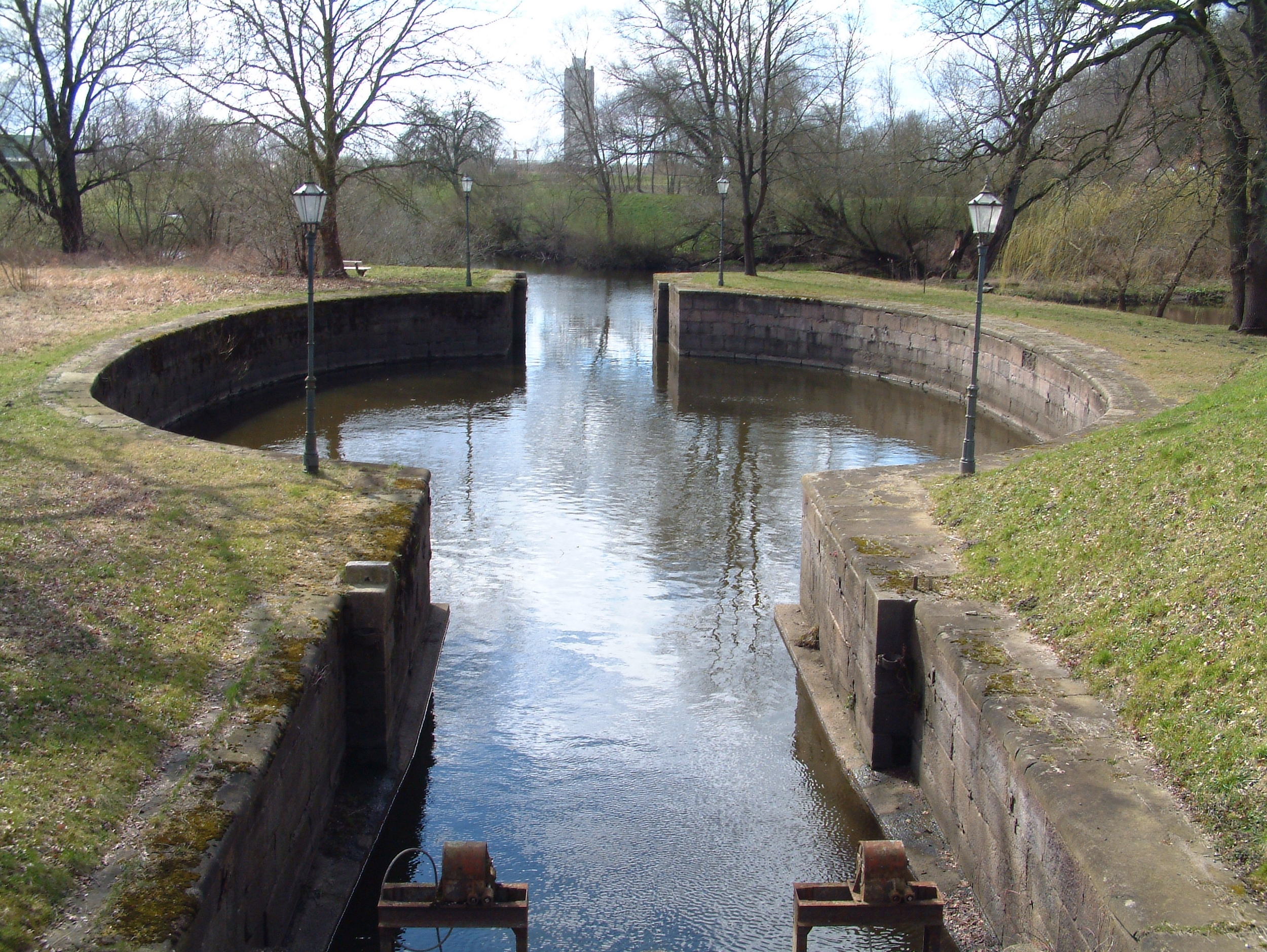
Palmschleuse, Blick in die Schleusenkammer

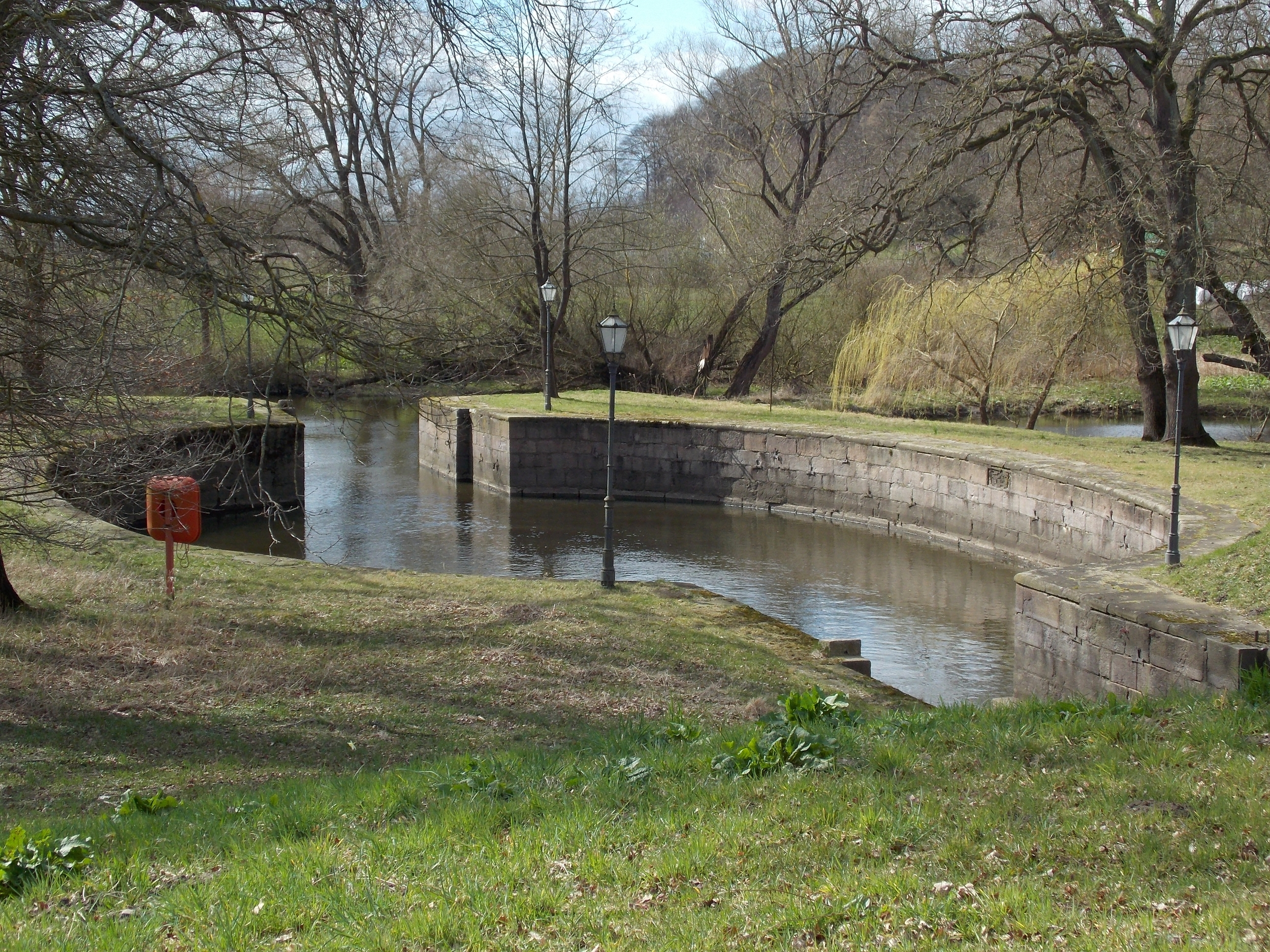
Palmschleuse, Seitenansicht

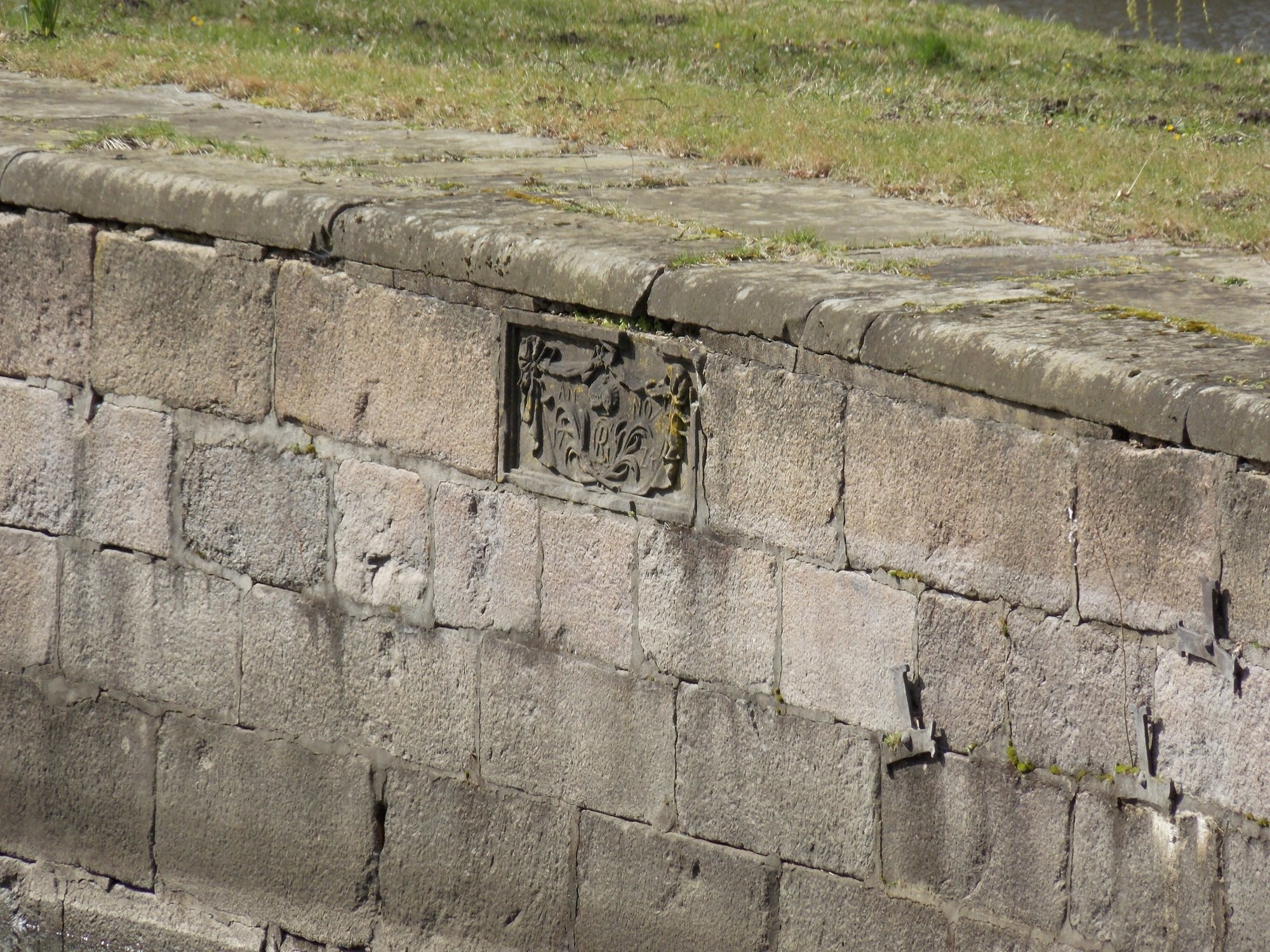
Wappentafel George I. von Großbritannien anlässlich Ausbau der Schleuse 1724 angebracht.

Die Palmschleuse ist eine Kammerschleuse in Lauenburg/Elbe in Schleswig-Holstein, sie ist die älteste Kammerschleuse (Kesselschleuse) Europas.

## Geschichte
Die Palmschleuse wurde 1398 im Verlauf des Stecknitzkanals komplett aus Holz gebaut und war eine von 15 Schleusen dieses ersten Wasserscheide-Kanals der Welt (Bauzeit 1392–1398). Seit dem Mittelalter war die Schleuse auch unter dem Namen Schlüse zu Bockhorst bekannt. Als Kammerschleuse war sie seit 1480 urkundlich belegt.
Im 17. Jahrhundert bekam sie ihren heutigen Namen nach dem damaligen Schleusenwärter Palm. 1724 erfolgte auf Befehl George I. von Großbritannien der Ausbau der Schleuse, dazu wurde diese mit behauenem Naturstein ausgemauert. Eine Wappentafel in der Schleusenwand erinnert an diesen Ausbau.
Die Schleuse blieb bis zum 1. September 1896 in Betrieb. 1962 wurde die Palmschleuse im Zuge der Eindeichung des Stecknitz-Mündungsgebietes restauriert.

## Funktion der Schleuse
Nach der Einfahrt des Stecknitzkahns in die nahezu runde Schleusenkammer wurden die Schleusentore vom Schleusenwärter verschlossen. Der Schleusenwärter öffnete dann je nach Bedarf für den Ablauf oder Zulauf des Wassers den entsprechenden Schleusenschütz. Durch diese Schleusenschütze wurde die Anhebung bzw. Absenkung des Wasserstands in der Schleuse reguliert. Nach diesem Vorgang wurde das gegenüberliegende Schleusentor wieder geöffnet, der Stecknitzkahn konnte seine Fahrt fortsetzen. Bis zu 12 Kähne fanden pro Schleusungsvorgang in der Kesselschleuse Platz.